# سنگان کوکناک
سنگان کوکناک، روستایی از توابع بخش مرکزی شهرستان تفتان در استان سیستان و بلوچستان ایران است.

## جمعیت
این روستا در دهستان تفتان جنوبی قرار دارد و براساس سرشماری مرکز آمار ایران در سال ۱۳۹۵، جمعیت آن ۲۰۶ نفر (۸۵خانوار) بوده‌است.